# Ornithoica hystricosa
Ornithoica hystricosa är en tvåvingeart som beskrevs av Maa och Marshall 1981. Ornithoica hystricosa ingår i släktet Ornithoica och familjen lusflugor.
Artens utbredningsområde är Vanuatu. Inga underarter finns listade i Catalogue of Life.